# Polizeiruf 110: Ikarus
Ikarus ist ein deutscher Kriminalfilm von Peter Kahane aus dem Jahr 2015. Es ist die 350. Folge innerhalb der Filmreihe Polizeiruf 110 und der 25. und letzte Fall für Polizeihauptmeister Horst Krause. Für Hauptkommissarin Olga Lenski ist es der achte Fall.

## Handlung
Kriminalhauptkommissarin Olga Lenski und Polizeihauptmeister Horst Krause werden gerufen, als nach einem Looping eines Kleinflugzeugs einer der Insassen herausfällt und in den Bäumen hängen bleibt. Nachdem die Feuerwehr den Mann schwer verletzt aus seiner misslichen Lage befreit hat, erkennt Krause den Verunglückten als Daniel Reef. Umgehend setzt er die Eltern vom Unfall ihres Sohnes in Kenntnis. Daniels Vater, Martin Reef, und Peter Tender sind Besitzer einer mittelgroßen Solarfirma und Tender ist der Besitzer der Maschine, die nun spurlos verschwunden ist. Für Olga Lenski erscheint dies alles mysteriös. Sie erfährt am Sport-Flugplatz, dass Daniel eigentlich ein noch talentierterer Kunstflieger ist als sein Vater und als Pilot hinten sitzt, der Passagier vorn. Da beide nur angeschnallt fliegen dürfen, ist es unerklärlich, wie der Pilot dann herausfallen konnte, zumal die Maschinen regelmäßig gewartet werden.
Kurze Zeit später wird auch die Mitinsassin Anjela Krol gefunden. Sie war mit dem Flugzeug weitergeflogen und hatte erst gar nicht bemerkt, dass Daniel „verlorengegangen“ war. Mit einer sanften Bruchlandung konnte sie das Flugzeug zu Boden bringen und hat sich nur geringfügig verletzt. Daniel hingegen ist möglicherweise querschnittsgelähmt und liegt derzeit im Koma. Nachdem im Flugzeug eine Tasche mit einer halben Million Euro gefunden wurde, vermutet Lenski, dass die beiden sich mit dem Geld absetzen wollten. Daniels Eltern können sich das alles auch nicht erklären, schließlich kämpft die Firma von Martin Reef derzeit ums Überleben. Bei der Befragung des Geschäftspartners Peter Tender findet Lenski schnell heraus, dass es zwischen den beiden nicht mehr zum Besten steht. Zudem ist Tender in der Firma auch nicht sehr beliebt. Er ist der Geschäftsmann, während Reef der kreative Kopf ist und – so wie es aussieht – wollte Tender die Patente von Reefs letzten Entwicklungen von Solarmodulen verkaufen und hatte daher diese hohe Summe noch im Flugzeug.
Die Kriminaltechnische Untersuchung bringt zutage, dass der Sicherheitsgurt manipuliert war. Lenski vermutet eine Eifersuchtstat, denn Anjela Krol war nicht nur mit Daniel befreundet, sondern eigentlich mit Paul Riemann verlobt, der in Reefs Firma arbeitet und mit Königswasser zu tun hat, mit dem der Gurt getränkt wurde. Dagegen spricht, dass er dann auch seine Freundin in Gefahr gebracht hätte.
Lenski findet heraus, dass Tender vorhatte, die Firma zu verkaufen, was Reef nicht gestattete. Laut Gesellschaftervertrag würde beim Ableben eines Partners der verbliebene alles erhalten. Da Tender offensichtlich bereits einen Vorschuss für den Verkauf erhalten hatte, konnte er sich ein Scheitern des Vorhabens nicht leisten. Da er wusste, dass Martin Reef demnächst für eine kleine Flugschau üben würde, wäre der Mordversuch möglicherweise ihm zuzuschreiben. Doch der Plan war genau umgekehrt gedacht. Nicht Tender, sondern Reef hatte den Gurt manipuliert und hatte nun seinen eigenen Sohn zum Zufallsopfer werden lassen, als dieser ungeahnt das Flugzeug nutzte.
Auch Tender hat herausgefunden, dass Reef den Anschlag auf ihn geplant hatte und erpresst ihn nun mit diesem Wissen. Er meint ihn in der Hand zu haben, sodass er dem Verkauf der Firma widerspruchslos zustimmen wird. Doch Reef erschießt kurzerhand seinen Geschäftspartner und steigt in sein Sportflugzeug. Nachdem es vom Boden abgehoben hat, sieht man es kurze Zeit später abstürzen.
Lenski verabschiedet am Abend ihren langjährigen Kollegen Horst Krause in den wohlverdienten Ruhestand.

## Hintergrund
Ikarus wurde von der Eikon Media GmbH im Auftrag des rbb in Beelitz und Prenzlau gedreht.
Nach 17 Dienstjahren im Polizeiruf verabschiedet sich Hauptwachtmeister Krause mit dieser Episode. Lenski arbeitet künftig an der Seite des polnischen Kommissars Adam Raczek und bildet mit ihm zusammen eine deutsch-polnische Mordkommission mit Sitz in Frankfurt.

## Rezeption

### Einschaltquoten
Die Erstausstrahlung von Ikarus am 10. Mai 2015 wurde in Deutschland von 8,12 Millionen Zuschauern gesehen und erreichte einen Marktanteil von 24,8 Prozent für Das Erste.

### Kritik
Roger Tell von tittelbach.tv findet: „Peter Kahane hat die Abschiedsfolge mit Horst Krause inszeniert: unaufgeregt, überlegt, mit viel Liebe für die Figuren. Ein eher leiser, stilgerechter Abgang für den Mann, der nie eine Pistole trug, bei dem das Wort die Waffe war.“ Und er „setzt nicht auf Tempo und Action, auch wenn das Ende des Falls sehr dramatisch ist. Doch auch das spielt sich in sehr reduzierten Bildern ab.“
Bei welt.de wertet Barbara Möller: „Dieser Fall zieht sich hin. Wird lang und langweiliger (Drehbuch: Uwe Wilhelm, Regie: Peter Kahane). Wenn jetzt Schluss wäre, denkt man sich, würde man diesem RBB-Krimi nicht nachweinen. Aber es ist ja nur Schluss mit Krause.“
Marek Bang von giga.de beurteilt diesen Polizeiruf ähnlich und schreibt: „In einem Erzähltempo, dass sich anfühlt, wie ein Traktor, der einem genüsslich knatternd die Allee versperrt, mäandert der Krimi behäbig seinem Ende entgegen und auch die Tatsache, dass Herr Krause bald in Rente geht, spielt nur eine untergeordnete Rolle. Die 90 Minuten fühlen sich an wie drei Stunden und das so handlungsarme wie behäbige Fernsehspiel fordert dem Krimi-Fan eine ordentliche Portion Geduld ab. Es bleibt also abzuwarten, ob Horst Krauses Nachfolger etwas frischen Wind und Tempo in den Brandenburger Polizeiruf bringen wird, oder ob wir einfach gemütlich weiterschlafen können.“
Die Kritiker der Fernsehzeitschrift TV Spielfilm geben den Daumen gerade und meinen, „mit gewohntem Scharfsinn, aber ohne Eile fragen sich die Ermittler durch, der Zuschauer gähnt“. Fazit: „Zu schwerfällig für einen Höhenflug.“